# Анастас Трандафилов
Анастас Сп. Трандафилов (Тръндафилов) е български актьор и просветен деец.

## Биография
Анастас Трандафилов е роден в 1870 година в град Охрид, тогава в Османската империя. Завършва в 1889 година с четвъртия випуск Солунската българска мъжка гимназия. Емигрира в България и става учител в Плевен, където също се занимава с театрална дейност при поставяните театрални представления от 1897 до 1901 година. Трандафилов получава обществено признание за участието си в пиесата „Иванко“ в 1901 година. Мести се да живее в Провадия и преподава математика, френски и български в гимназията във Варна.
Умира в 1948 година в София. Баща е на актьорите Владимир Трандафилов и Коста Трандафилов.